# あんどうゆみこ
あんどうゆみこ（3月15日 - ）は、広島県広島市中区生まれ、広島市育ちの日本の会社員である。また、元シンガーソングライター、元ラジオパーソナリティとして活動していた時期があり、2024年に活動を終了した。血液型はAB型。身長155センチ。年齢・本名は非公開。旧芸名は、安東由美子。夫はコンサートPAエンジニアの会社員。東京都在住。
2023年8月、会社員での生活、また国家試験を目指している事を理由に、2024年10月31日に音楽活動の引退を公式ブログにて公表した。

## 人物
広島市内の高校卒業後に上京し、音楽プロダクションへ会社員として就職し経理経験が長い。
SNSはTwitter(現:x)のアカウントを持っているが苦手とし、ブログのみ更新をしている。
性格は極度の人見知りで、自称根暗で完全なインドア。大のファザコンを自認している。
尊敬する人物は両親。
父親の介護の為、2022年頃に数年広島市に移住していた時期がある。
姉がいるが折り合いが悪いため、1人で介護をした経験をブログに綴っている。
突然の介護であったが、親への感謝が勝り介護離職を経験したが、決断に迷いはなかったという。

## 来歴
2010年、独学で会社員と並行して、楽曲制作をスタートさせる。活動時は独学のピアノ弾き語りでライブを行っていた。
2011年9月、「平凡ガール」でデビュー。ジャケットは小学校の頃一時不登校の経験から学生服で撮影を行った。
2012年3月15日、初のワンマン&バースデーライブを渋谷7thFloorにて行い100名を動員し完売。4月、自身が佐久間正英にプロデュースをオファーした、2ndシングル「ホームランは狙わない」を発売。bayfmの番組が開始。
同年6月16日、初のホールコンサートをMt.RAINIER HALL SHIBUYA PLEASURE PLEASUREで行った。
。
同年7月、3rdシングル「一ヶ月」リリース。
同年9月6日、2度目のワンマンライブとなる、デビュー1周年ライブを渋谷duo music exchangeで公演・チケットは完売。
1stアルバム「年齢制限」発売。
2012年10月、活動引退を発表。HP、ブログ、Twitterを全て閉鎖した。
2014年7月、会社員と並行して、2年ぶりにライブ等全ての活動を再開することを発表。
2016年5月、アコースティック・ミニ・アルバム「スポットライト」を発売。この作品から編曲も自身で手掛けプロデューサーを離れ、セルフプロデュースに移行。レコーディングエンジニアの牧野英司のアドバイス、協力の元、制作を行っていた。。
2019年7月、闘病中の同郷のミュージシャンの友人の為、約2年ぶりにライブ出演を発表。8月18日にあんどうゆみこ × 太陽と虎をライブハウスと共同で企画。出演は叶わなかったが、これをきっかけに活動名を安東由美子からあんどうゆみこへ変更。闘病中の友人が奥田民生のファンだった為、奥田の直筆のサイン入りCDをあんどうから贈られた事を、友人がSNSで公表している。
2020年8月1日、改めて活動名義を、あんどうゆみこの平仮名表記で再始動する旨を公表した。同年11月に婦人科の病気の手術、治療のため、年内全ての活動を中止した。
2021年10月25日、地元広島のライブに出演。親交がある、神戸のライブハウス・太陽と虎の企画ライブに、5日前に急遽出演が決まり出演。手術・入院・静養を経て正式に復帰した。
2022年11月9日に6年ぶりとなる4thシングル「涙の止めカタ」をリリースする事を公表。平仮名表記になり初のリリースとなる。
2022年頃から数年、父親の病気の為に東京を離れ、広島に滞在しながらサポートしていた。その時の事を度々ブログに綴っており苦労したが良い経験になったことを明かしている。
2023年8月、国家試験を受験する事また、会社員での生活を家族、家庭を優先したいという事などから、全ての活動を全て終了することを公表。
。

## 病気
2011年10月、急性喉頭蓋炎を発症。点滴治療で完治した。
2017年11月、半年程前に転んだ事が理由で、慢性硬膜下血腫の診断を受け、即日脳外科の手術を受けた。その為、全ての活動休止を公表。静養を経て、2018年7月20日のブログにて、8月より約10ヶ月ぶりにライブ出演以外の活動を復帰した。
2020年11月、ブログにて、婦人科の病気の治療とし、年内の全ての活動を中止。子宮内膜異型増殖症である事が分かり、ニュースに大きく取り上げられた。2021年6月に都内の病院に入院、手術を行い休養を経て根治した。悪性ではなかったが、非常に辛い感情を抱いたという。

## 影響
同郷の広島市出身アーティストの吉田拓郎と奥田民生に多大な影響を受けている。
寺尾聰の大ファンである。コンサートに招待された際、寺尾本人と終演後会話をした時は帰りに感激のあまり、泣き崩れた。

## ディスコグラフィ（安東由美子名義）

### 自主制作ＣＤ
- 遠い道（2010年） - 作詞・作曲・編曲：安東由美子

現在、廃盤。

### シングル
- 平凡ガール（2011年9月7日） - 作詞・作曲：安東由美子

（C/W）14才
- ホームランは狙わない（2012年4月25日） - 作詞・作曲：安東由美子 編曲：佐久間正英

（C/W）9月の風
- 一ヵ月（2012年7月25日） - 作詞・作曲：安東由美子

（C/W）はんぶんこ

### アコースティック・ミニ・アルバム
- スポットライト（2016年5月14日） 作詞・作曲・編曲・プロデュース：安東由美子

1. 1・フレンド(読み：ワンフレンド)　編曲：安東由美子、高田慶二
2. 好きな人のイニシャル
3. 自由の国

### アルバム
- 年齢制限（2012年9月19日） 全作詞・作曲：安東由美子

1. 意固地
2. ホームランは狙わない
3. 平凡ガール
4. ジョーカーになりたい
5. 一ヵ月
6. 月にナイショ
7. はんぶんこ
8. ９月の風
9. 濡れた手紙
10. 大人の胸キュン
11. 転校生のお弁当
12. いちごミルク

## ディスコグラフィ（あんどうゆみこ名義）

### シングル
- 涙の止めカタ（2022年11月9日） - 作詞・作曲・プロデュース：あんどうゆみこ　編曲：あんどうゆみこ

（C/W）赤いセーター

## 出演 （安東由美子名義）

### ラジオレギュラー
- 安東由美子の「木曜日の電話」（2012年4月 -　2012年12月、ベイエフエム）
- 安藤優美の年齢制限なし★（2013年2月3日 - 3月24日、広島FM）※体調不良により2013年3月24日放送分を以て休止。この番組のみ安藤優美名義で出演。
- 安東由美子のざっくばらん!（2016年10月 - 2017年10月、和歌山放送）
- 安東由美子の月にナイショ（2017年4月4日 -　2017年11月。病気、手術の為番組を終了した。FM-FUJI）

### インターネットTVレギュラー（安東由美子名義）
- 「安東由美子の願はくば」（2012年4月 - 2012年6月30日、あっ!とおどろく放送局） ※同局の閉局（新局立ち上げ）に伴い番組も終了した。